# Силы специальных операций Словакии
Силы специальных операций Вооружённых сил Словацкой Республики (словац. Sily pre špeciálne operácie Ozbrojených síl Slovenskej republiky) — часть вооружённых сил Словацкой Республики, представленная в Сухопутных войсках и Воздушных силах Словакии. Командование Сил специальных операций (словац. Veliteľstvo Síl pre špeciálne operácie, сокращённо VeSŠO) было образовано 1 июня 2019 года в Тренчине. Ориентировочная численность личного состава ССО Словакии должна составлять 1500 человек к 2025 году. Командир Сил специальных операций с 2022 года — полковник Ярослав Крам (словац. Jaroslav Krám).

## Задачи
Главные задачи Сил специальных операций Словакии — военная помощь, специальная разведка и прямое боестолкновение, неотъемлемой частью которых являются психологические операции и сотрудничество между военными и гражданскими лицами.

## Подразделения
В состав Сил специальных операций входят:
- 5-й полк специального назначения[англ.] (Жилина, в составе ССО с 27 сентября 2019 года)[3]
- 51-я учебная база (Жилина)[4]
- 52-й воздушно-десантный батальон[словац.] (Требишов, образован 1 сентября 2021 года[5][6], перевод на базу Липтовски-Микулаш — Мокрадь до конца 2022 года)[4]
- Учебный центр специальных операций (в составе ССО с 27 сентября 2019 года[3])
- 57-е отдельное подразделение (образован 31 августа 2021 года после объединения частей CIMIC и PSYOPS)[7]
- Кибернетическая оборона

До 1 января 2020 года в состав входил 23-й моторизованный батальон, на базе которого позже был сформирован 52-й воздушно-десантный батальон.

## Командование
С 2019 года командиром Сил специальных операций был полковник Бранислав Бенка (словац. Branislav Benka), прежде возглавлявший Управление силами специального назначения (словац. Odbor síl špeciálneho určenia) при Министерстве обороны Словакии. С 2022 года командиром Сил специальных операций является полковник Ярослав Крам (словац. Jaroslav Krám), прежде занимавший должность заместителя командира сил ССО.
Первый главный унтер-офицер ССО Словакии — старший надротмистр Мартин Богачик (словац. Martin Boháčik), который прежде на протяжении 11 лет был главным унтер-офицером 5-го полка специального назначения. На должность в ССО он был назначен 27 мая 2020 года, уступив должность в 5-м полку штабному надромистру Радославу Житнику (словац. Radoslav Žitník).